# Julie Norman Leth
Julie Leth (Aarhus, 13 de julho de 1992) é uma desportista dinamarquesa que compete no ciclismo nas modalidades de pista e rota.
Ganhou uma medalha de bronze no Campeonato Mundial de Ciclismo em Pista de 2019 e duas medalhas de ouro no Campeonato Europeu de Ciclismo em Pista, nos anos 2018 e 2019.

## Medalheiro internacional
| Campeonato Mundial | Campeonato Mundial         | Campeonato Mundial | Campeonato Mundial |
| Ano                | Lugar                      | Medalha            | Competição         |
| ------------------ | -------------------------- | ------------------ | ------------------ |
| 2019               | Pruszków ( Polónia)        | Medalha de bronze  | Madison            |
| Campeonato Europeu |                            |                    |                    |
| Ano                | Lugar                      | Medalha            | Competição         |
| 2018               | Glasgow ( Reino Unido)     | Medalha de ouro    | Madison            |
| 2019               | Apeldoorn ( Países Baixos) | Medalha de ouro    | Madison            |

## Palmarés
- 2011
  - Campeonato da Dinamarca em Estrada

- 2012
  - 3.ª no Campeonato da Dinamarca Contrarrelógio 
  - 3.ª no Campeonato da Dinamarca em Estrada

- 2013
  - 3.ª no Campeonato da Dinamarca Contrarrelógio

- 2014
  - Campeonato da Dinamarca Contrarrelógio  
  - 3.ª no Campeonato da Dinamarca em Estrada

- 2019
  - Grande Prêmio Cham-Hagendorn[2]

## Equipas
- Specialized-DPD (2011)
- Team Ibis Cycles (2012)
- Hitec Products (2013-2016)
- Wiggle High5 (2017-2018)
- Bigla Pro Cycling (2019)
- Ceratizit-WNT Pro Cycling[3] (2020)